# 吉爾莫爾 (伊利諾伊州邦德縣)
吉爾莫爾（英語：Gilmore）是位於美國伊利諾伊州邦德縣的一個非建制地區。該地的面積和人口皆未知。

## 地理
吉爾莫爾的座標為38°58′40″N 89°37′12″W / 38.97778°N 89.62000°W，而該地的平均海拔高度為180米（即591英尺）。